# Philip Giaccone
Philip Giaccone alias "Philly Lucky" und "The Priest" (* 12. Juli 1932 in Ridgewood, Queens; † 5. Mai 1981 in Lindenwood, Queens) war ein italoamerikanischer Gangster in der US-amerikanischen Mafiafamilie Bonanno, einer der mächtigen Fünf Familien.

## Frühes Leben
Über Giaccones frühes Leben ist wenig bekannt. Er stieg in der Karriereleiter der Mafia bis zum Caporegime der Bonanno-Familie auf und gehörte dort zu der Fraktion der sogenannten Zips (sizilianischen Einwanderern, die sich in ihrer Mentalität von ihren italoamerikanischen Kollegen unterschieden), die sich einen familieninternen Machtkampf lieferten. Giaccone stand dabei auf der Seite des Capos Alphonse Indelicato.

## Derthree capos murder
Am 5. Mai 1981 wurden die drei rebellischen Capos der Zips-Fraktion, Alphonse Indelicato, Giaccone und Dominick Trinchera, in eine Falle gelockt und ermordet, ein Verbrechen, das als Three capos murder (Mord an den drei Capos) bekannt ist. Damit war die Rebellion niedergeschlagen.
Laut Aussage des FBI-Agenten Joseph Pistone waren die verantwortlichen Mörder: Dominick Napolitano, John Cersani, Salvatore Vitale, Joseph DeSimone, Nicholas Santora, Vito Rizzuto, Louis Giongetti, Santo Giordano, Gerlando Sciascia und Joseph Massino. Benjamin Ruggiero und Cersani standen Schmiere und waren für die Leichenbeseitigung zusammen mit Napolitano, James Episcopia und Robert Capazzio verantwortlich.
Anthony Indelicato entging der Ermordung, weil er das Treffen durch Zufall verpasst hatte.

## Weiteres
Die Leichen wurden nach Lindenwood, Queens gebracht auf einen Mafiafriedhof der Gambino-Familie. Gambino-Capo John Gotti, der ein Freund des Verschwörers Massino war, half den Männern der Bonnanos dabei. Indelicatos Körper konnte kurze Zeit später entdeckt werden.
Im Oktober 2004 fanden spielende Kinder die Körper von Giaccone und Trinchera. Die Piaget-Uhr von Giaccones Frau, die man bei der Leiche fand, war Hinweis auf seine Identität. Im Dezember 2004 war die Identifikation von Giaccone und Trichera positiv abgeschlossen.
Am 5. Dezember 2005 gestand Joseph Massino, an den Morden an Giaccone, Trinchera und Indelicato teilgenommen zu haben. Er erhielt zweimal lebenslänglich, wurde 2013 jedoch auf freien Fuß gesetzt, weil seine Kooperation mit den Behörden belohnt wurde. Im Mai 2007 wurde der Gangster Vito Rizzuto wegen seiner Teilnahme an dem Mord zu zehn Jahren in einem Staatsgefängnis verurteilt.
Am 29. Oktober 2010 wurde Salvatore Vitale, der ebenfalls an der Ermordung Giaccones teilgenommen hatte, wegen mehrerer Morde verurteilt und dann ins Zeugenschutzprogramm aufgenommen.

## Darstellung in der Kunst
- Im Film Donnie Brasco von 1997 wird der „Three Capos Murder“ etwas anders dargestellt als er sich in Wirklichkeit abgespielt hat.
- Der FBI-Agent Pistone schrieb über seine Zeit in der Bonannofamilie mehrere Bücher:
  - Pistone, Joseph D.; & Woodley, Richard (1999) Donnie Brasco: My Undercover Life in the Mafia, Hodder & Stoughton. ISBN 0-340-66637-4.
  - Pistone, Joseph D. (2004). The Way of the Wiseguy, Running Press. ISBN 0-7624-1839-7.
  - Pistone, Joseph D.; & Brandt, Charles (2007). Donnie Brasco: Unfinished Business, Running Press. ISBN 0-7624-2707-8.